# Cyclosa santafe
Cyclosa santafe là một loài nhện trong họ Araneidae.
Loài này thuộc chi Cyclosa. Cyclosa santafe được Herbert Walter Levi miêu tả năm 1999.